# سامسونگ اس‌پی‌اچ-آ۴۶۰
سامسونگ اس‌پی‌اچ-آ۴۶۰ یک‌نمونه از گوشی‌های تلفن همراه سری A شرکت سامسونگ می‌باشد  که توسط همین شرکت به بازار عرضه شده‌است.